# Concino Concini
Concino Concini (Florencia, 23 de noviembre de 1569 - París, 24 de abril de 1617) fue mariscal de Ancre y el favorito de María de Médici. Descendiente de una noble familia aretina y con el título de Conde de la Penna, estudió en la universidad de Pisa antes de seguir a María de Médici a Francia. Conoció a Leonora Dori, hermana de leche de la reina, con la que se casó el 12 de junio de 1601.

## Vida pública

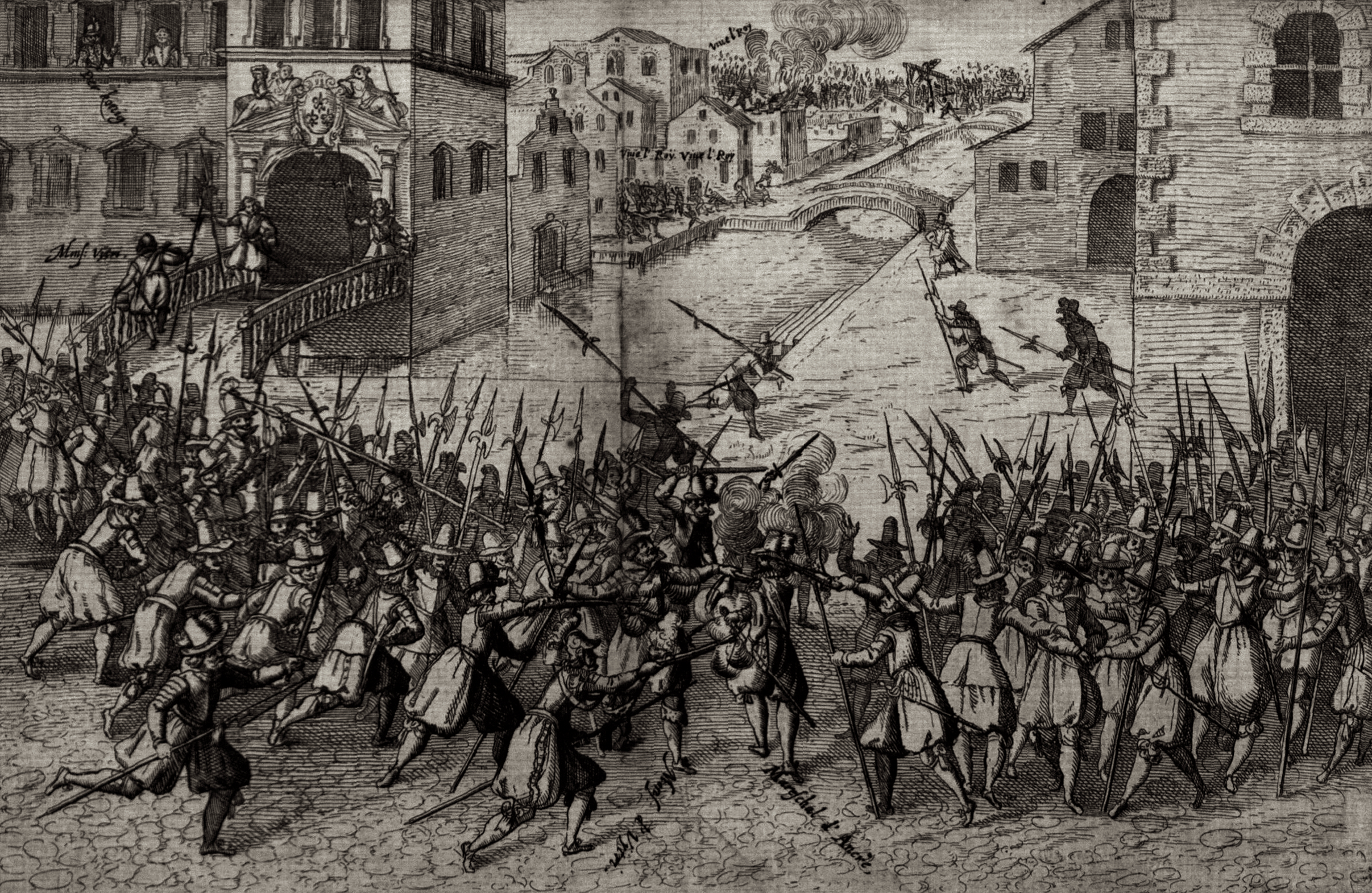
Ilustración del Informe del Mariscal de Ancre (aguafuerte, 1617)

Concino nació en 1569 en Florencia. Era hijo de Giovan Battista Concini y de Camilla Miniati. Su familia se enorgullecía de su trayectoria al servicio de figuras poderosas de la ciudad. Su abuelo, Bartolomeo, ocupó el cargo de primer secretario tanto de Cosme I como de Francisco I de Médici. Además, su hermano, Cosimo, fue embajador tanto ante el Sacro Imperio Romano Germánico como en la corte española. Como hijo menor, el camino de Concino no estaba predeterminado. Exploró diversas opciones, estudiando en la Universidad de Pisa e incluso considerando la vida religiosa en la Orden de los Hermanos Menores Capuchinos. Sirvió brevemente a las órdenes del Cardenal de Lorena, antes de que le surgiera una oportunidad crucial en 1600.
Cuando María de Médici asumió la Regencia en 1610, Concini pasó a ser su favorito; compró el marquesado de Ancre y se hizo nombrar primer gentilhombre de la cámara, intendente de la mansión de la reina, gobernador de Péronne, Roye y Montdidier, antes de ser, finalmente, elevado a la dignidad de Mariscal de Francia en 1613.

Detestado por la nobleza y por el pueblo que hicieron revueltas conocidas como "Las Zerbinitas", tuvo, sin embargo, una gran influencia política. En 1616 destituyó al canciller Brulart de Sillery e hizo nombrar ministros al Cardenal Richelieu, Mangot y Barbin.

## Asesinato
Luis XIII, ayudado por su maestro halconero, Luynes, y de algunos fieles, le hizo asesinar por el barón de Vitry, Nicolás de L’Hospital, capitán de la guardia de corps, el 24 de abril de 1617, en el patio del Louvre. No se le podía arrestar porque Concini disponía de un pequeño ejército personal de más de 7000 soldados, sin contar a sus aliados. Su mujer, Leonora Dori, llamada la Galigaï, fue juzgada por brujería y fue ejecutada por decapitación y quemado su cuerpo en la plaza de la Grève el 8 de julio. 
Los bienes de Concini, especialmente el castillo de Lésigni y el palacio parisino de la calle de Tournon, le fueron confiscados y entregados al duque de Luynes.